# Vietocassis
Vietocassis là một chi bọ cánh cứng trong họ Chrysomelidae.
Chi này được miêu tả khoa học năm 1988 bởi Medvedev & Eroshkina.

## Các loài
Chi này gồm các loài:
- Vietocassis viridis Medvedev & Eroshkina, 1988